# Eleccions regionals de Sicília de 1951
Les primeres eleccions regionals per a escollir l'Assemblea Regional de Sicília se celebraren el 3 de juny de 1951. La participació fou del 81,7%.
| ← Eleccions regionals de Sicília, 1951 →                                     |           |        |        |
| Partits                                                                      | vots      | %      | escons |
| Partit Democràtic Cristià                                                    | 666.268   | 31,2%  | 31     |
| Bloc del Poble                                                               | 644.784   | 30,2%  | 31     |
| Moviment Social Italià (MSI)                                                 | 273.772   | 12,8%  | 12     |
| Partit Nacional Monàrquic (PNM)                                              | 177.533   | 8,3%   | 6      |
| Unió Democràtica Siciliana                                                   | 54.730    | 2,6%   | 2      |
| Unió Siciliana Liberal Indipendentista Autonomista                           | 48.877    | 2,3%   | 1      |
| Partit Socialista dels Treballadors Italians (PSLI)                          | 43.833    | 2,1%   | 2      |
| Partit Republicà Italià (PRI)                                                | 35.546    | 1,7%   | -      |
| Unió Democràtica                                                             | 27.861    | 1,3%   | 1      |
| Unitat Socialista                                                            | 19.442    | 0,9%   | 1      |
| Grup Sicilia Italiana                                                        | 18.427    | 0,9%   | 1      |
| Bloc Liberal Monàrquic                                                       | 18.222    | 0,9%   | 1      |
| Concentració Autonomista i Independentista                                   | 17.943    | 0,8%   | 1      |
| Partit Socialista - Secció Italiana de la Internacional Socialista (PS-SIIS) | 16.063    | 0,8%   | -      |
| Moviment Independentista Sicilià (MIS)                                       | 772       | 0%     | -      |
| altres                                                                       | 71.362    | 3,2%   | -      |
| Total                                                                        | 2.135.435 | 100,00 | 90     |

Fonts: Ministeri del l'Interior, ISTAT i Assemblea Regional Siciliana